# Thiene
Thiene és un municipi italià, situat a la regió de Vèneto i a la província de Vicenza. L'any 2004 tenia 21.623 habitants.
2007: "Il Centro Europeo per i Mestieri del Patrimonio"